# Aulendorf (stacja kolejowa)
Aulendorf – stacja kolejowa w Aulendorf, w kraju związkowym Badenia-Wirtembergia, w Niemczech. Znajdują się tu 2 perony.